# Hokej na wrotkach

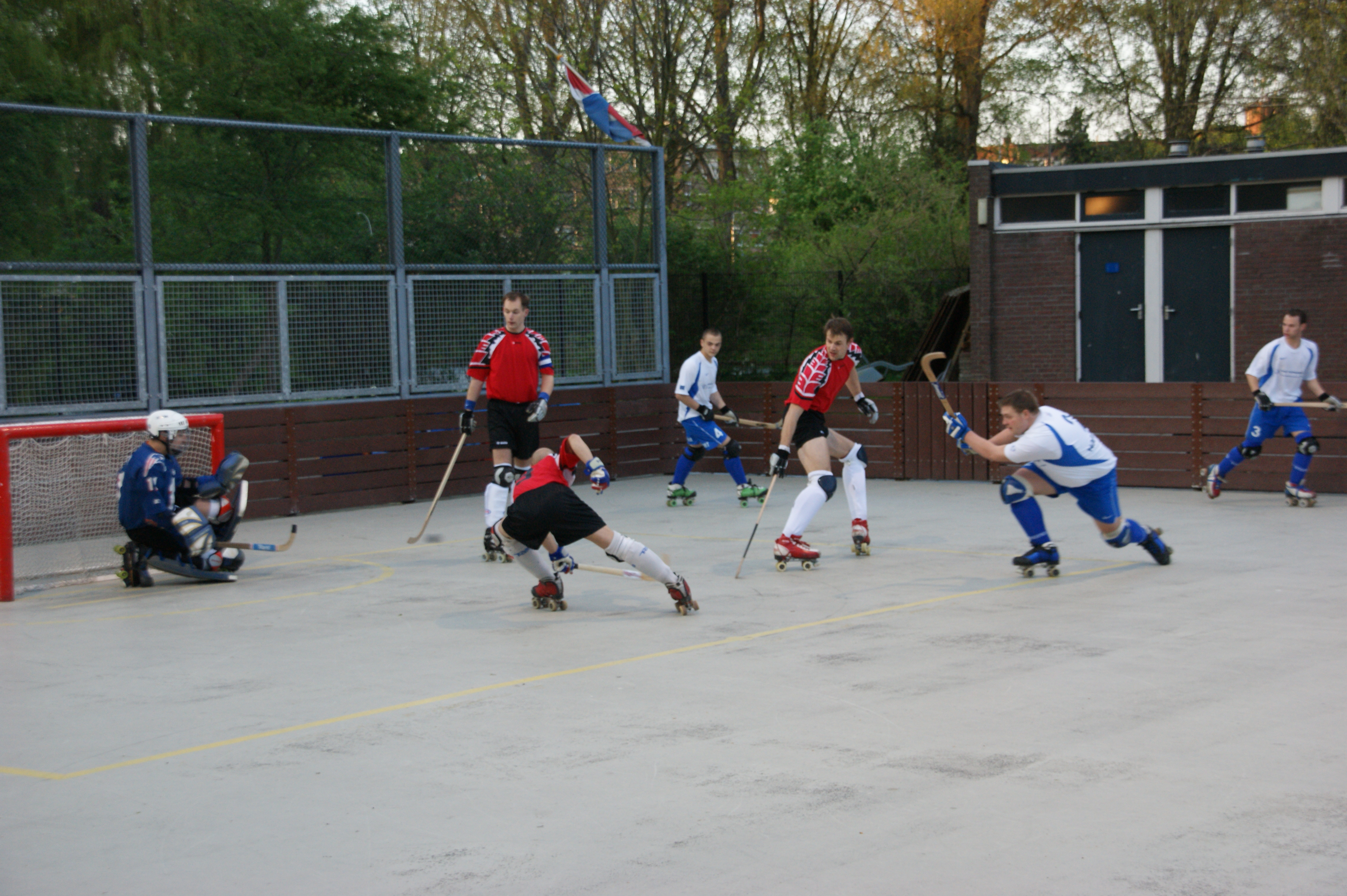

Hokej na wrotkach – zespołowa gra sportowa. Zawodnicy jeżdżą na wrotkach na suchej powierzchni. Pierwsze rozgrywki odbyły się w Londynie w 1878 roku, a sport był inspirowany hokejem na trawie i polo.
Istnieje kilka federacji światowych organizujących rozgrywki hokeja na wrotkach. Największą i zaakceptowaną przez MKOl organizacją jest World Skate (dawniej FIRS - Fédération Internationale de Roller Sports) i według jej przepisów organizowane są rozgrywki w Polsce oraz zawody Mistrzostw Świata i World Games.
Hokej na wrotkach pojawił się na letnich igrzyskach olimpijskich w Barcelonie w 1992 roku jako dyscyplina pokazowa.